# 鬼の間
鬼の間（おにのま）とは、京都御所において仁寿殿の西、後涼殿の東にある清涼殿の中の南西隅の部屋。すなわち清涼殿の裏鬼門の位置にある。

## 概要
平安遷都（延暦13年・794年）時の内裏、清涼殿の一間に大和絵師・飛鳥部常則、康保元年（964年）が、壁一面に鬼を退治する白沢王像を描いたとされる。壁に描かれていた王は、一人で剣をあげて鬼たちを追う勇姿であり、その名を白沢王といい、古代インド波羅奈国（はらなこく）の王であり、鬼を捕らえた剛勇の武将である。現行の京都御所（鬼の間）に、白澤王の絵は描かれていない。なお、順徳天皇が著した『禁秘抄』（きんぴしょう）（御抄）（みしょう）を解釈した明治時代の関根正直の『禁秘抄講義』3巻上に引用される江戸中期の随筆『夏山雑談』には、白沢王は李将軍、「白澤王」としても記されている。
また、京都御所はGHQの管理下でありながら、昭和21年11月に一般公開されているが、現在でも鬼の間は一般公開されていない。
古来から日本に伝わる家相では、鬼門、北東を忌み嫌う言い伝えがある。　それは京都御所、築地塀の「猿ヶ辻」が基になっており、築地塀、北東「猿ヶ辻」の塀が、敷地内に凹んだ形に造られていることから、「御所が鬼門を避けている」「除けている」と考えられ、それが後世まで鬼門を除ける手法とされてきた。　現代でも人々は縁起を担いで鬼門とされる住宅の北東部分に魔除けとして柊や南天を植えたり、鬼門や裏鬼門（南西）から水回りや玄関を避けて家作りをするなど、鬼門を恐れた家相を重視する社会通念は根強く残っており、東京芸術大学、東京工業大学名誉教授 清家清の著書『現代の家相』において「家相の教え通りに猿ヶ辻を凹ませている」と述べられている。事実、京都のNPO法人が2015年に行った調査では、京都市内中心部だけでも、ビルや店舗、一般住宅など約1100か所に、四角く囲って玉砂利を敷いたり、柊や南天を植える「鬼門除け」があることが判明している。
しかし京都御所、清涼殿内部には鬼の間が存在していた。これについて、家相を研究する小池康寿は著書(小池康寿 2015)において、京都御所や天皇家が、神の祟り（自然災害、火災、疫病の蔓延）を恐れて築地塀を凹ませて避けていたと考えるより、庶民に災厄が及ばぬように皇室が一手に凹み（猿ヶ辻）で受けとめ、御所内部、清涼殿、鬼の間に神の祟り、災い事を導き、鬼にみたてた災い事を切り倒すことで世の安泰を願っていた宮中祭祀を行っていたと解釈した方が自然であると論じ、外から見た御所の塀の凹みのみに注目した庶民の単純な考えが、現代まで続く、鬼門除けの発想に繋がったと考えるのが理に適うとしている。また、多くの家相を研究する学者や民俗学者の家相に関する文献に、鬼の間の存在を知る記述は見られない。

## 関連文献
- 関根正直著 『禁秘抄釈義. 上巻』 明34.2 p.42. 鬼の間記述
- 同上 『禁秘抄講義 : 3巻 上』 1927年 p.54-5